# 38
- Listaelem

Évszázadok: i. e. 1. század – 1. század – 2. század
Évtizedek: i. e. 10-es évek – i. e. 1-es évek – 1-es évek – 10-es évek – 20-as évek – 30-as évek – 40-es évek – 50-es évek – 60-as évek – 70-es évek – 80-as évek
Évek: 33 – 34 – 35 – 36 –  37 – 38 – 39 – 40 – 41 – 42 – 43

## Események

### Római Birodalom
- Marcus Aquila Julianust (helyettese júliustól Servius Asinius Celer) és Publius Nonius Asprenas Calpurnius Serranust (helyettese Sextus Nonius Quinctilianus) választják consulnak.
- Caligula császár visszaállítja a 17-ben Syria provinciához csatolt Kommagéné királyságát (és  további területeket csatol hozzá Ciliciából) és korábbi királyának fiát, IV. Antiokhoszt helyezi az élére, akinek folyósítja a királyság húsz év alatt a római kincstárba befizetett adóit is.
- Meghal Caligula egyik húga, Iulia Drusilla. Caligula özvegyi szokás szerint gyászolja (ami megerősíti a pletykákat, hogy szexuális kapcsolata volt vele), istennőnek nyilváníttatja (ami eddig a császároknak volt fenntartva) és gyászidőszakot rendel el, ami alatt halálbüntetés terhe mellett mindenkinek tilos nevetni, fürödni vagy a családdal étkezni.
- Heródes Agrippa zsidó tetrarkhész Alexandriába látogat. A görög lakosság kigúnyolja és ráveszik Aulus Avilius Flaccus prefektust, hogy rendelje el Caligula szobrainak felállítását a zsinagógákban. A régóta meglévő etnikai feszültség véres zavargásokhoz vezet, amely során számos zsidót meggyilkolnak.
- Caligula megparancsolja Lollia Paulinának, hogy váljon el a férjétől, majd feleségül veszi őt.
- Caligula Egyiptom helytartójává nevezi ki régi hívét és a praetoriánus gárda parancsnokát, Naevius Sutorius Macrót. Mielőtt hajóra szállna, Macrót feleségével (Caligula korábbi szeretőjével) együtt letartóztatják és a császár parancsára öngyilkosságot kell elkövetniük.
- Claudius feleségül veszi Messalinát.

## Születések
- Drusilla, Heródes Agrippa lánya
- Marcus Valerius Martialis római költő (hozzávetőleges időpont)
- Lucius Calpurnius Piso Frugi Licinianus, római politikus, Galba császár kinevezett örököse

## Halálozások
- Június 10. – Iulia Drusilla, Caligula testvére
- Naevius Sutorius Macro, a praetoriánus gárda parancsnoka, Tiberius, majd Caligula császár kegyence
- Ennia Thrasylla, Macro felesége
- Tiberius Iulius Aspurgus, boszporoszi király

## Fordítás
- Ez a szócikk részben vagy egészben  a(z)   38 című német Wikipédia-szócikk ezen változatának fordításán alapul.  Az eredeti cikk szerkesztőit annak laptörténete sorolja fel. Ez a jelzés csupán a megfogalmazás eredetét és a szerzői jogokat jelzi, nem szolgál a cikkben szereplő információk forrásmegjelöléseként.